# محوطه کاسه کران۸
محوطه کاسه کران۸ مربوط به عصر آهن است و در شهرستان گیلانغرب، بخش مرکزی، دهستان چله، ۱ کیلومتری شمال غربی روستای کاسه کران واقع شده و این اثر در تاریخ ۲۶ اسفند ۱۳۸۷ با شمارهٔ ثبت ۲۵۷۴۸ به‌عنوان یکی از آثار ملی ایران به ثبت رسیده است.